# 新加坡报业控股
Cuscaden Peak Investments，旧称新加坡报业控股，是新加坡的一家房地产和老年护理公司。曾经营媒体业务后将相关业务剥离成立新报业媒体信托。该公司曾经是海峡时报指数30大成分股之一，直到2020年6月22日该公司被海峡时报指数除名为止。2022年5月被淡马锡控股和王明星联合组成的财团Cuscaden Peak收购。

## 主要业务

### 通讯业务
公司也持有本地第二大流动电信服务公司第一通（M1）的股份。

### 房地产业务
在房地产方面，报业控股收购了百利宫（Paragon）和宝龙坊（Promenade），并将它们联合发展为百利宫——一个处于乌节路心脏地带的高级购物中心和商业大厦。
而报业控股全资附屬的Times Development Pte Ltd，以经在位於湯申路的时报工业大廈旧址上兴建四座樓高43層的高檔次共管公寓—天一閣（Sky@eleven） （页面存档备份，存于）；而全部273個單位已於2007年1月29日的發售日沽清。报业控股也在金文泰兴建一座新的购物中心，并于2011年正式营业。
2017年6月22日新加坡報業集團及日本鹿島建設各一半股權的合資公司以11.32億坡元的最高競標價格，相當於每平方呎約1300坡元，標得比達達利的綜合發展項目地段，佔地面積為2萬5440.8平方公尺（約27萬3842平方英尺），預計建造600多個私宅單位和提供31萬平方英尺商業與零售面積。

## 网站
- Singapore Press Holdings website （页面存档备份，存于）
- 報業控股電台 （页面存档备份，存于）